# The First Time (Damiano David)
The First Time è un singolo del cantautore italiano Damiano David, pubblicato il 13 giugno 2025 come sesto estratto dal primo album in studio Funny Little Fears.

## Descrizione
Il brano, scritto dallo stesso cantautore con Sarah Hudson, Connor McDonough, Jason Evigan, Jackson Rau, Mark Schick e Riley McDonough, è prodotto da questi ultimi cinque.

## Tracce
Testi e musiche di Damiano David, Connor McDonough, Jason Evigan, Jackson Rau, Mark Schick, Riley McDonough e Sarah Hudson.
1. The First Time – 3:38

## Classifiche
| Classifica (2025) | Posizione massima |
| ----------------- | ----------------- |
| Austria           | 66                |
| Belgio (Fiandre)  | 10                |
| Belgio (Vallonia) | 38                |
| Francia           | 139               |
| Italia            | 55                |
| Polonia           | 77                |
| Portogallo        | 22                |
| Repubblica Ceca   | 30                |
| Slovacchia        | 60                |
| Svizzera          | 68                |